# ÖHB-Pokal der Frauen 2014/15
Der ÖHB-Cup der Frauen 2014/15 war die 28. Austragung des österreichischen Hallenhandball-Pokalwettbewerbs. Titelverteidiger waren die Damen von Hypo Niederösterreich, die den Pokal auch im Endspiel gegen die Vorarlberger Mannschaft des SSV Dornbirn/Schoren erfolgreich verteidigen konnten.

## Teilnehmende Mannschaften
Teilnahmeberechtigt am ÖHB-Pokal waren die zwölf Mannschaften der Women Handball Austria (nicht teilgenommen hat die zweite Mannschaft von Hypo Niederösterreich), vier Mannschaften der zweitklassigen Handball-Bundesliga Frauen sowie vier Landesvertreter. Es spielten also 19 Vereine um den Pokal 2014/15.
An der ersten Runde nahmen die vier Landesvertreter teil, die vier BLF-Mannschaften sowie drei Teams der WHA, nämlich die beiden Schlechtplatziertesten des Grunddurchgangs der WHA-Saison 2013/14 sowie der Aufsteiger. Fünf Mannschaften bekamen Freilose zugelost, die verbleibenden sechs Teams wurden ungesetzt in drei Paarungen zugelost. Der unterklassige Verein hat dabei Heimrecht.

## Erste Runde
Die Begegnungen der ersten Pokal-Runde wurden am 23. September 2014 ausgelost.
| 16. Oktober 2014  | Perchtoldsdorf Devils – UHC Admira Landhaus | 28:32 |
| 30. November 2014 | SC Ferlach – ATV Trofaiach                  | 21:27 |
| 5. Dezember 2014  | SK Traun – DHC WAT Fünfhaus                 | 17:30 |

## Achtelfinale
Die Begegnungen des Achtelfinales wurden ebenfalls am 23. September 2014 ausgelost.
| 29. November 2014 | HC Linz – UHC Admira Landhaus           | 17:46 |
| 14. Dezember 2014 | UHC Eggenburg – DHC WAT Fünfhaus        | 30:19 |
| 18. Dezember 2014 | Hypo Niederösterreich – WAT Atzgersdorf | 24:14 |
| 19. Dezember 2014 | Bregenz Handball – SSV Dornbirn/Schoren | 25:34 |
| 19. Dezember 2014 | HC Eferding – HIB Graz                  | 28:27 |
| 20. Dezember 2014 | Union Korneuburg – UHC Stockerau        | 26:22 |
| 21. Dezember 2014 | HC BW Feldkirch – MGA Fivers            | 30:27 |
| 21.12.2014        | ZV Wiener Neustadt – MGA Fivers         | 27:28 |

## Viertelfinale
Die Viertelfinal-Auslosung fand am 22. Dezember 2014 statt.
| 27. Januar 2015 | UHC Eggenburg – MGA Fivers                  | 17:15 |
| 30. Januar 2015 | HC Eferding – HC BW Feldkirch               | 22:33 |
| 31. Januar 2015 | Union Korneuburg – SSV Dornbirn/Schoren     | 32:33 |
| 31. Januar 2015 | UHC Admira Landhaus – Hypo Niederösterreich | 13:38 |

## Halbfinale
Die beiden Halbfinale wurden am 3. Februar 2015 ausgelost.
| 28. Februar 2015 | UHC Eggenburg – Hypo Niederösterreich  | 15:36 |
| 28. Februar 2015 | HC BW Feldkirch – SSV Dornbirn/Schoren | 23:24 |

## Finale
Das Finalspiel wurde gemeinsam mit dem Pokal-Final-Spiel der Männer in der Südstadt ausgetragen.
| 28. März 2015 | Hypo Niederösterreich – SSV Dornbirn/Schoren | 35:10 |

Der Pokalsieg gegen Dornbirn/Schoren war für Hypo Niederösterreich gleichzeitig der 28. Cup-Erfolg in Serie seit seiner Einführung in der Saison 1987/88.